# Hic et nunc
La locuzione latina hic et nunc, tradotta letteralmente, significa «qui e ora, adesso». Questa espressione si usa spesso per indicare che una cosa non ammette proroghe nella sua attuazione.

## Filosofia
Tale locuzione è adoperata inoltre come sintetica quanto aderente espressione della filosofia esistenzialista, per la quale l'uomo è considerato nella fragilità della sua condizione finita. In particolare l'espressione è usata in Essere e tempo da Martin Heidegger, che afferma come la nostra soggettività non fa riferimento all'Essere come principio metafisico ma riguarda sempre l'hic et nunc in cui agiamo, cioè il nostro esistere nello spazio e nel tempo, e il Dasein ("esser-ci"), sempre connesso alla temporalità, laddove però il "ci" non sta a indicare una mera localizzazione spaziale, ma qualcosa di più ambiguo e complesso, ovvero il modo in cui concretamente (fenomenologicamente) l'Essere si dà nella storia, ad es. nell'esistenza dell'uomo.
La locuzione è ripresa da Walter Benjamin il quale, nella premessa di un suo saggio (che egli definisce come un'antologia di «tesi sopra le tendenze dello sviluppo dell'arte nelle attuali condizioni di produzione ») si rifà a un breve testo di Paul Valéry (1871-1945)  dove l'autore francese sosteneva che la futura diffusione di nuovi mezzi di comunicazione avrebbe consentito di «trasportare o ricostituire in ogni luogo il sistema di sensazioni – o più esattamente, il sistema di eccitazioni – provocato in un luogo qualsiasi da un oggetto o da un evento qualsiasi». Da qui Benjamin sosteneva allora che si potesse raggiungere la «condizione essenziale della resa estetica più elevata» svincolando l'opera d'arte dall'hic et nunc della sua collocazione o esecuzione fisica.
La stessa locuzione si ritrova in Ernst Jünger che così definisce la sua figura del "Ribelle", il guerriero che si oppone alle tirannidi delle false democrazie:
Il concetto del "qui e ora" ossia l'enfasi sul momento presente si ritrova anche nella filosofia di Max Stirner, nel situazionismo, nell'epicureismo, nel buddismo e nello stoicismo.